# 덤바둑
덤바둑은 덤을 적용하는 바둑이다. 중국과 대만이 7집반, 대한민국과 일본은 6집반을 덤으로 채택하고 있다.